# Kennedy Ridge
Kennedy Ridge är en bergstopp i Antarktis. Den ligger i Östantarktis. Nya Zeeland gör anspråk på området. Toppen på Kennedy Ridge är 1 093 meter över havet.
Terrängen runt Kennedy Ridge är varierad, och sluttar västerut. Trakten är obefolkad. Det finns inga samhällen i närheten. 